# 인천 풋볼파크
인천 풋볼파크U15는 인천광역시에 위치한 under-15 형태의 유소년 축구단으로 현재 대한민국의 전 축구 선수인 박재현 감독이 운영하고 있다.

## 출신 선수
- 강지훈 (2001년)

## 같이 보기
- 박재현